# Jean-Marc Sène
Pour les articles homonymes, voir Sène.
 (mars 2021).
La mise en forme du texte ne suit pas les recommandations de Wikipédia : il faut le « wikifier ».
Les points d'amélioration suivants sont les cas les plus fréquents :
- Les titres sont pré-formatés par le logiciel. Ils ne sont ni en capitales, ni en gras.
- Le texte ne doit pas être écrit en capitales (les noms de famille non plus), ni en gras, ni en italique, ni en « petit »…
- Le gras n'est utilisé que pour surligner le titre de l'article dans l'introduction, une seule fois.
- L'italique est rarement utilisé : mots en langue étrangère, titres d'œuvres, noms de bateaux, etc.
- Les citations ne sont pas en italique mais en corps de texte normal. Elles sont entourées par des guillemets français : « et ».
- Les listes à puces sont à éviter, des paragraphes rédigés étant largement préférés. Les tableaux sont à réserver à la présentation de données structurées (résultats, etc.).
- Les appels de note de bas de page (petits chiffres en exposant, introduits par l'outil «  Source ») sont à placer entre la fin de phrase et le point final[comme ça].
- Les liens internes (vers d'autres articles de Wikipédia) sont à choisir avec parcimonie. Créez des liens vers des articles approfondissant le sujet. Les termes génériques sans rapport avec le sujet sont à éviter, ainsi que les répétitions de liens vers un même terme.
- Les liens externes sont à placer uniquement dans une section « Liens externes », à la fin de l'article. Ces liens sont à choisir avec parcimonie suivant les règles définies. Si un lien sert de source à l'article, son insertion dans le texte est à faire par les notes de bas de page.
- La présentation des références doit suivre les conventions bibliographiques. Il est recommandé d'utiliser les modèles {{Ouvrage}}, {{Chapitre}}, {{Article}}, {{Lien web}} et/ou {{Bibliographie}}. Le mode d'édition visuel peut mettre en forme automatiquement les références.
- Insérer une infobox (cadre d'informations à droite) n'est pas obligatoire pour parachever la mise en page.

Pour une aide détaillée, merci de consulter Aide:Wikification.
Si vous pensez que ces points ont été résolus, vous pouvez retirer ce bandeau et améliorer la mise en forme d'un autre article.
Jean-Marc Sène est un médecin du sport et présentateur de télévision français, né en 1972 à Chartres. 
Médecin de l’équipe nationale de France de judo de 2012 à 2020, il est depuis début 2022 chroniqueur santé de l'émission Télématin sur France 2.
Il exerce à Paris, dans le treizième arrondissement.  

## Biographie

### Médecin du sport
Diplômé en médecine du sport, en physiologie, en biomécanique de la performance motrice, traumatologie du sport, ostéopathie, podologie, nutrition du sportif et mésothérapie, et pratiquant de nombreux sports (amateur de sports de combats comme le  judoou la Luta Livre il apprécie également le tennis et le handball), il devient médecin de l'équipe de France féminine de football U19 en 2005 puis de l’équipe nationale de France de judo, de 2012 à 2020. Il accompagne entre autres le champion Teddy Riner durant les compétitions internationales, ainsi que les championnes Clarisse Agbegnenou et Madeleine Malonga.
Il est depuis 2020 médecin de la fédération française de MMA (FMMAF) et Lead Doctor lors des évènements parisiens de UFC, PFL, KSW ou Bellator
Au début des années 2000, il a participé à la création de l'unité de médecine du sport aux Hôpitaux de Chartres.

### Carrière médiatique
Il débute en 2014 par des interventions dans E=M6. Il intervient ensuite régulièrement comme chroniqueur dans l'émission Priorité Santé sur RFI.
Depuis 2018, il présente les pastilles AlloDoc Afrique, magazine santé de la chaîne A+ (Canal+ Afrique) qui répond aux questions des téléspectateurs. 
Il a présenté le 20 octobre 2020, le documentaire Maux de ventre, ça va mieux docteur !, diffusé à 21 heures sur France 5 et réalisé par Setti Dali.
De janvier à septembre 2021, il a co-présenté avec Marina Carrère d'Encausse le Magazine de la santé sur France 5.
De octobre 2021 à mai 2024, il est chroniqueur Santé de l'émission Télématin présenté par Thomas Sotto et Julia Vignali sur France 2.
En complément de ces émissions de radio et télévisuelles, Jean-Marc Sène anime depuis avril 2022 une chaîne Twitch consacrée au sport et à la santé sur laquelle il invite toutes les semaines une personnalité du monde du sport (Thierry Marx, Asmaa Niang, Morgan Charriere, Taylor Lapilus, Arthur Germain, Thomas Grava...).
En mai 2024, il devient chroniqueur santé pour l'émission Bonjour ! La Matinale TF1 présenté par Bruce Toussaint